# Liste der Bodendenkmäler in Wallenfels
Auf dieser Seite sind die Bodendenkmäler in der oberfränkischen Stadt Wallenfels zusammengestellt. Diese Tabelle ist eine Teilliste der Liste der Bodendenkmäler in Bayern. Grundlage ist die Bayerische Denkmalliste, die auf Basis des Bayerischen Denkmalschutzgesetzes vom 1. Oktober 1973 erstmals erstellt wurde und seither durch das Bayerische Landesamt für Denkmalpflege geführt wird. Die folgenden Angaben ersetzen nicht die rechtsverbindliche Auskunft der Denkmalschutzbehörde.

## Bodendenkmäler in Wallenfels

### Bodendenkmäler in der Gemarkung Neuengrün
| Lage                 | Objekt                                                                                                | Akten-Nr.     | Bild |
| -------------------- | --- | ------------- | ---- |
| Neuengrün (Standort) | Befunde der frühen Neuzeit im Bereich der Katholischen Kuratiekirche Mariä Himmelfahrt von Neuengrün. | D-4-5635-0046 |      |

### Bodendenkmäler in der Gemarkung Wallenfels
| Lage                  | Objekt | Akten-Nr.     | Bild |
| --------------------- | --- | ------------- | ---- |
| Wallenfels (Standort) | Mittelalterlicher Burgstall. | D-4-5734-0003 |      |
| Wallenfels (Standort) | Vorgängerbauten sowie Befunde des Mittelalters und der frühen Neuzeit im Bereich der Katholischen Pfarrkirche S. Thomas von Wallenfels. | D-4-5734-0129 |      |
| Wallenfels (Standort) | Vermutlich mittelalterlicher Burgstall.                                                                                                 | D-4-5735-0001 |      |